# Iris C. de Corbavia
Iris C. de Corbavia (Split, 21. srpnja 1954.), hrvatska književnica.

## Životopis
U rodnome je gradu završila klasičnu gimnaziju i glazbenu školu. Studirala je romanistiku i slavistiku na Filozofskom fakultetu, te muzikologiju na Muzičkoj akademiji u Zagrebu. Kraće je vrijeme studirala na sveučilištu za strane studente u Perugi u Italiji. Na Visokoj školi za primijenjene umjetnosti u Zürichu završila je studij likovne umjetnosti i povijesti umjetnosti. Sudjeluje na skupnim izložbama u Njemačkoj, a izlaže i samostalno. Do sada je objavila veći broj kraćih literarnih radova, a roman Torquata nastao je poslije višegodišnjeg istraživanja obiteljske pismohrane i različitih povijesnih arhiva. Godine 1985. s obitelji seli iz Zagreba u Njemačku. Najprije u Hamburg, a zatim u Düsseldorf. Živi na relaciji Düsseldorf - Opatija.

## Rad
Iris Cecilia de Corbavia je romanospisateljica i pjesnikinja istančana senzibiliteta i bujne imaginacije. Kao istinski humanist nastoji u kozmopolitskom izričaju jezikom fantastike i čarolije oplemeniti ljudske odnose. Njenu prapokretačku snagu pripovijedanja čine istinite povijesne crtice koje do naših srca stižu ležerno, frekvencijama bajkovitog svijeta usprkos. Svijeta fantastike koji se odlikuje maštom i sugestivnim jezikom.

## Djela
- "Torquata", Naklada TVSCVLVM, Zagreb, 2009., ISBN 978-953-95144-5-5